# Hornblåsaren 34

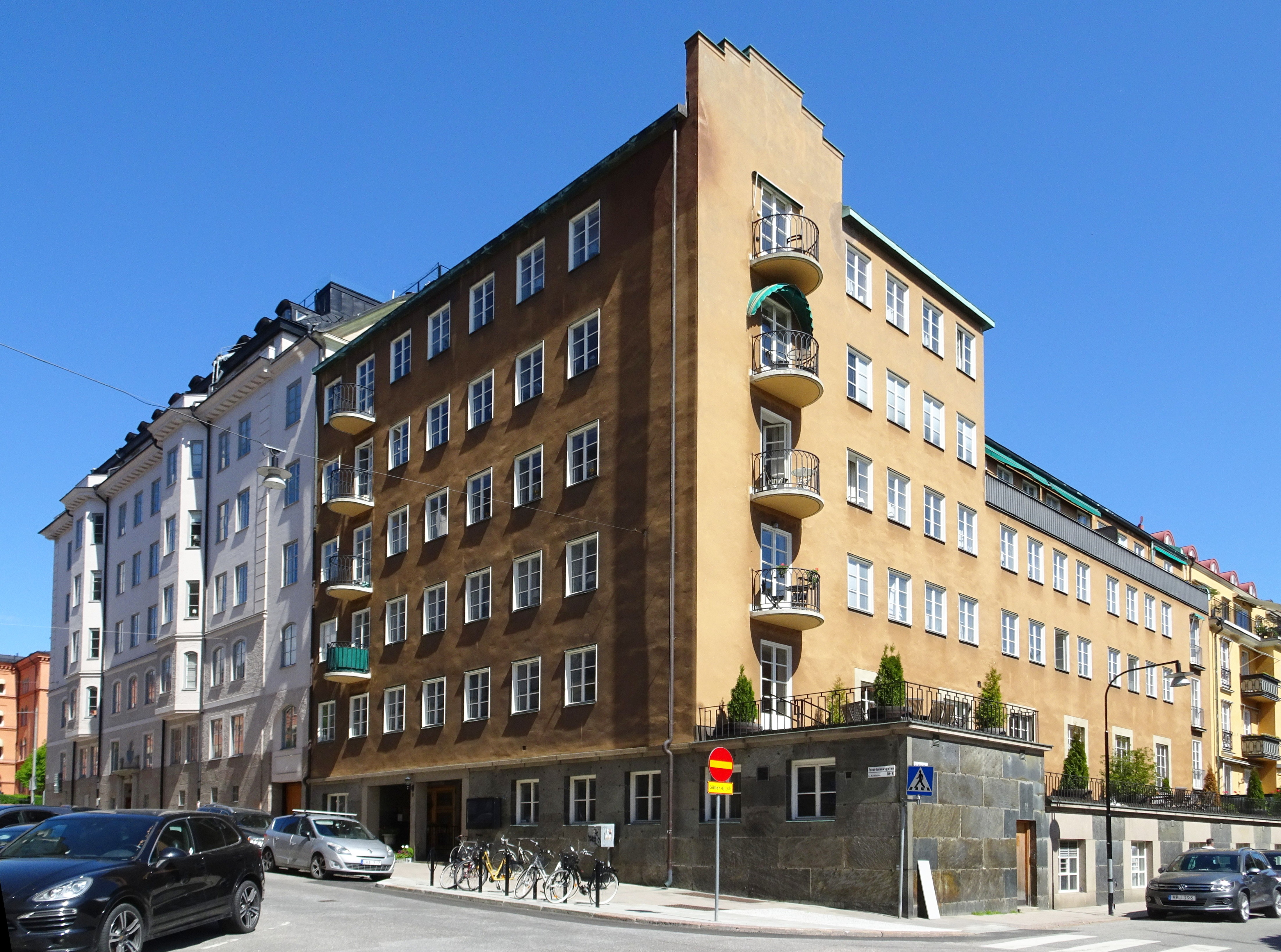
Oscars församlingshem i hörnet Fredrikshovsgatan 8 / Ulrikagatan 1.

Hornblåsaren 34 (Oscars församlingshem) är en kulturhistoriskt värdefull byggnad i kvarteret Hornblåsaren vid Fredrikshovsgatan 8 / Ulrikagatan 1–3 på Östermalm i Stockholm. Byggnaden uppfördes 1933–1934 efter ritningar av arkitekt Lars Israel Wahlman och ägs av Oscars församling. Fastigheten är grönmärkt av Stadsmuseet i Stockholm vilket betyder "särskilt värdefull från historisk, kulturhistorisk, miljömässig eller konstnärlig synpunkt".

## Kvarteret
Kvartersnamnet Hornblåsaren minner om forna tiders signalblåsning på Svea livgardes domäner som fanns här till 1800-talets slut. Stadsplanen för Hornblåsaren fastställdes redan 1911 men kvarteret fick sin nuvarande bebyggelse huvudsakligen efter första världskriget.

## Byggnadsbeskrivning

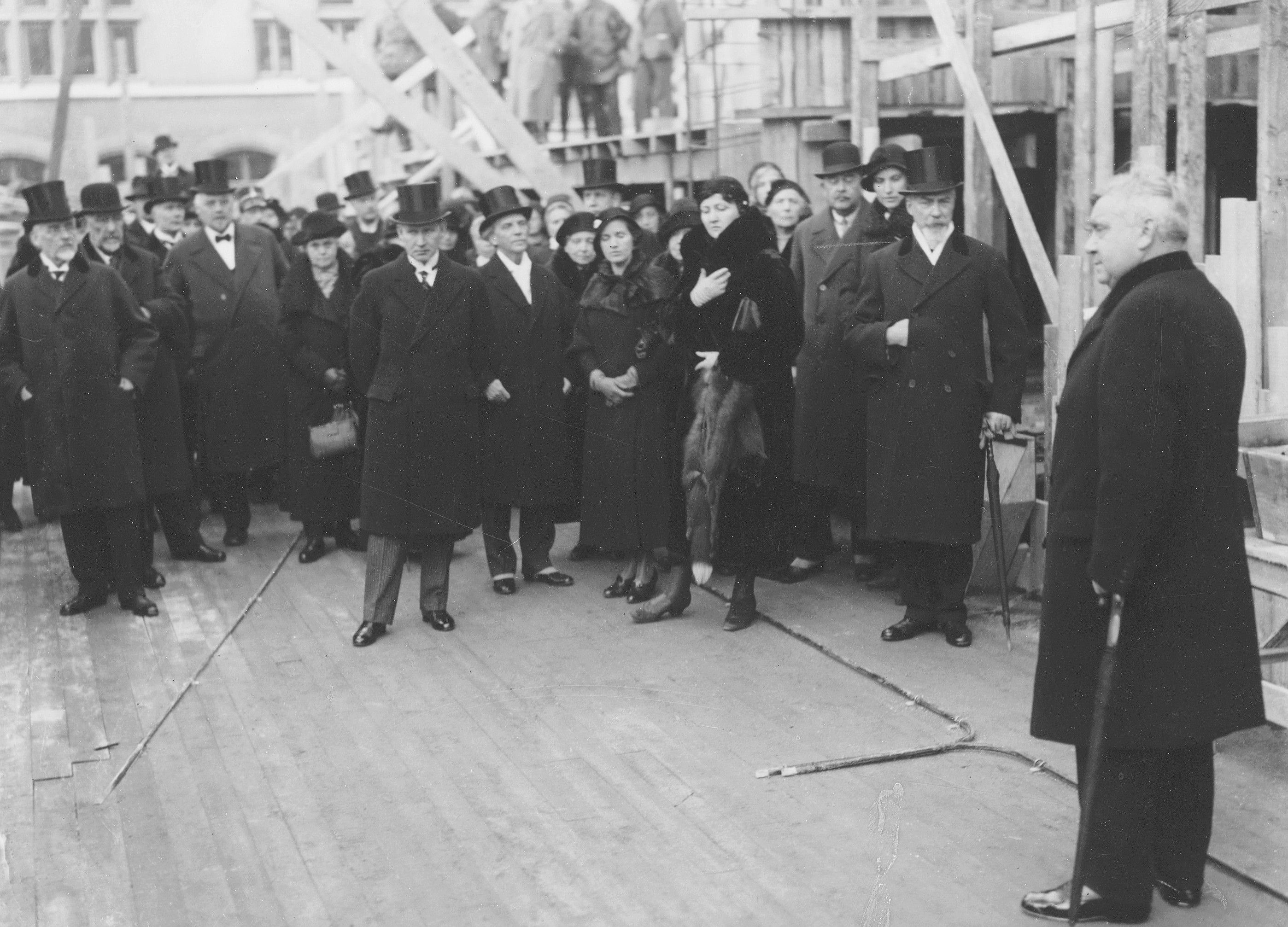
Grundstensläggningen 1933.

Byggherre för fastigheten Hornblåsaren 34 var Oscars församling som skulle ha bostäder och expedition i huset. Församlingen uppförde redan 1907 ett hem på fastigheten Stallmästaren 11 vid närbelägna Fredrikshovsgatan 3. För det nya församlingshemmet på Hornblåsaren 34 anlitade man arkitekt Lars Israel Wahlman, för konstruktionsritningarna stod professor Hjalmar Granholm. 
Byggnaden korresponderar exteriört med grannhusen i öster (Hornblåsaren 29-31) som samtliga har från gatulivet indragna fasader och upphöjda förgårdar. Mot gathörnet höjer sig byggnaden till sex våningar som mot Ulrikagatan accentueras av en hög trappgavel. 
Huvudentrén med två ingångar anordnades från Fredrikshovsgatan 8. Den ena ingången leder till bostadsvåningarna, den andra till pastorsexpedition, församlingens lokaler, bibliotek och en stor samlingssal. Byggnaden ägs av Svenska kyrkan / Oscars församling som hyr ut lägenheterna och samlingssalar.

### Noter

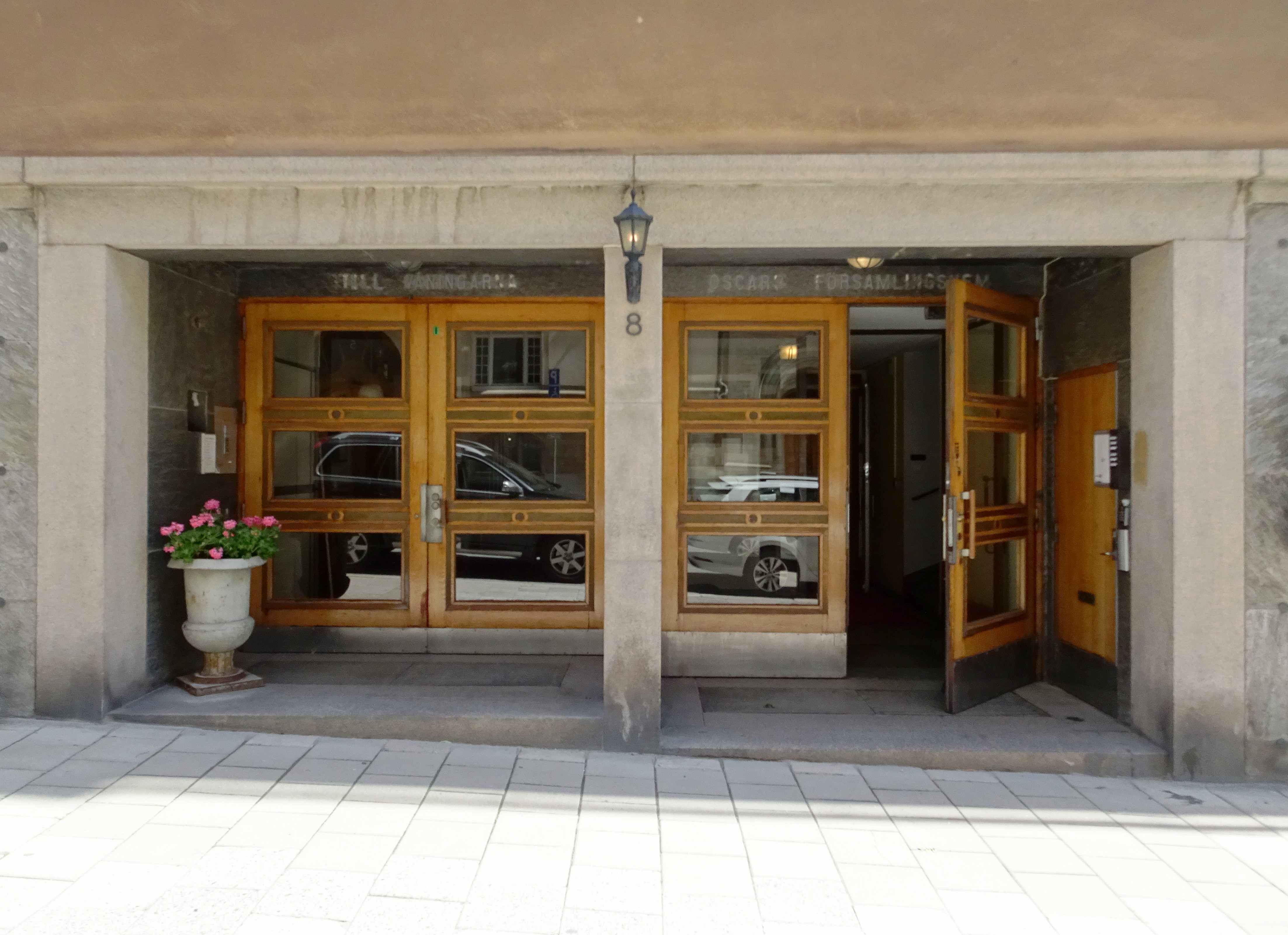
Entré från Fredrikshovsgatan 8.